# Розалін (Воломінський повіт)
Розалін (пол. Rozalin) — село в Польщі, у гміні Страхувка Воломінського повіту Мазовецького воєводства.
Населення — 184 особи (2011).
У 1975-1998 роках село належало до Седлецького воєводства.

## Демографія
Демографічна структура станом на 31 березня 2011 року:
|          | Загалом | Допрацездатний вік | Працездатний вік | Постпрацездатний вік |
| -------- | ------- | ------------------ | ---------------- | -------------------- |
| Чоловіки | 90      | 15                 | 65               | 10                   |
| Жінки    | 94      | 20                 | 50               | 24                   |
| Разом    | 184     | 35                 | 115              | 34                   |